# Amtsgericht Klötze
Das Amtsgericht Klötze (historisch auch: Amtsgericht Clötze) war ein Gericht der ordentlichen Gerichtsbarkeit in Klötze.

## Geschichte
Von 1849 bis 1879 bestand in Clötze die Gerichtskommission Clötze des Kreisgerichtes Gardelegen im Sprengel des Appellationsgerichts Magdeburg. Im Rahmen der Reichsjustizgesetze wurden 1879 reichsweit einheitlich Oberlandes-, Land- und Amtsgerichte gebildet. Das königlich preußische Amtsgericht Clötze wurde mit Wirkung zum 1. Oktober 1879 als eines von 15 Amtsgerichten im Bezirk des Landgerichtes Stendal im Bezirk des Oberlandesgerichtes Naumburg gebildet. Der Sitz des Gerichtes war die Stadt Klötze. Sein Gerichtsbezirk umfasste aus dem Kreis Gardelegen den Stadtbezirk Clötze, die Amtsbezirke Clötze, Forst und Dannefeld, aus dem Amtsbezirk Kakerbeck den Gemeindebezirk Lockstedt und den Gutsbezirk Jemmeritz, aus dem Amtsbezirk Zichtau die Gemeindebezirke Breitenfeld, Quarnebeck und Schwiesau sowie aus dem Kreis Salzwedel die Amtsbezirke Cunrau und Immekath. Am Gericht bestand 1880 eine Richterstellen. Das Amtsgericht war damit ein kleines Amtsgericht im Landgerichtsbezirk.
In der DDR wurden 1952 die Amtsgerichte aufgehoben und einheitlich Kreisgerichte gebildet. Klötze kam zum Kreis Klötze, entsprechend entstand das Kreisgericht Klötze im Bezirk des Bezirksgerichtes Magdeburg. Mit dem Gerichtsorganisationsgesetz von Sachsen-Anhalt wurden das Kreisgericht 1992 aufgehoben und erneut ein Amtsgericht Klötze gebildet und erneut dem Landgericht Stendal zugeordnet. Mit dem Gesetz über die Neugliederung der Amtsgerichte vom 17. Mai 2000 wurde das Amtsgericht Klötze zum 1. Juni 2000 aufgehoben.

## Gerichtsgebäude
Das Amtsgerichtsgebäude (Breite Straße 58) steht unter Denkmalschutz.